# آلکاتل-لوسنت
آلکاتل-لوسنت (به انگلیسی: Alcatel-Lucent) شرکت چندملیتی ارائه‌دهنده تجهیزات مخابراتی بود، که دفتر مرکزی آن در شهر پاریس، فرانسه مستقر بود. این شرکت در سال ۲۰۱۶ توسط نوکیا خریداری و در آن ادغام شد. این شرکت طیف وسیعی از دستگاه‌ها و تجهیزات ارتباطاتی را به اپراتورها، شرکت‌ها و دولت‌ها در سراسر جهان عرضه می‌نمود و آن‌ها را قادر می‌ساخت، که خدمات صوتی، تصویری و دیتا را، برای مشتریان خود، فراهم سازند.
تولیدات شرکت آلکاتل بر روی سخت‌افزارها و نرم‌افزارهای تلفن ثابت، تلفن همراه، شبکه و پروتکل اینترنت متمرکز بود. این شرکت، مالک اصلی آزمایشگاه‌های بل بود، که به عنوان بزرگ‌ترین مرکز پژوهشی در صنعت ارتباطات محسوب می‌شود. کارکنان آزمایشگاه‌های بل تاکنون موفق به دریافت ۷ جایزه نوبل شده‌اند و دارای بیش از ۲۹٫۰۰۰ اختراع ثبت شده می‌باشند.
آلکاتل-لوسنت در بیش از ۱۳۰ کشور جهان، فعالیت می‌کند و در سال ۲۰۱۱ به فهرست اولیه شاخص داو جونز اضافه گردید. مدیر عامل فعلی این شرکت بن ورواین و رئیس هیئت مدیره آن فیلیپه کاموس می‌باشد. ورواین و کاموس در سال ۲۰۰۸ و در پی استعفای پاتریشیا روسو و سرژ توروک به این سمت‌ها، منصوب شدند. در سال ۲۰۱۰ آلکاتل-لوسنت درآمدی معادل ۱۵٫۹۹۶ میلیارد یورو را داشته، که سود خالص آن ۳۳۴ میلیون یورو برآورد شده است، درحالیکه در سال ۲۰۱۱ درآمد آن به ۱۵٫۰۶۸ میلیارد یورو کاهش یافته، سود خالصی معادل ۱٫۰۹۵ میلیارد یورو را عاید این شرکت نموده است.
در ۱۵ آوریل سال ۲۰۱۵ نوکیا شرکت آلکاتل-لوسنت را به ارزش ۱۶٫۶ میلیارد دلار تصاحب کرد تا با خریداری رقیب فرانسوی خود، در حوزه تجهیزات مخابراتی وارد رقابت جدی با هواوی و اریکسون شود. نام تجاری Alcatel-Lucent توسط نوکیا بازنشسته شده است، اما در قالب Alcatel-Lucent Enterprise، بخش سازمانی آن که در سال ۲۰۱۴ به هواکسین چین فروخته شد، باقی مانده است.

## تاریخچه
دفتر مرکزی الکاتل در بولونی-بیانکور، پاریس فرانسه قرار داشت. این شرکت در سال ۲۰۰۶ با ادغام آلکاتل SA مستقر در فرانسه و لوسنت مستقر در ایالات متحده، که جانشین وسترن الکتریک ای‌تی‌اندتی و شرکت هلدینگ آزمایشگاه‌های بل بود، تشکیل شد.
در سال ۲۰۱۴، گروه الکاتل به دو بخش آلکاتل-لوسنت اینترپرایس، ارائه خدمات ارتباطی سازمانی، و الکاتل-لوسنت، فروش به اپراتورهای ارتباطات تقسیم شد. بخش کسب و کار سازمانی این شرکت در همان سال به فناوری‌های پست و مخابرات هواکسین چین فروخته شد، و در سال ۲۰۱۶ نوکیا باقیمانده این شرکت را خریداری کرد.

## فعالیت

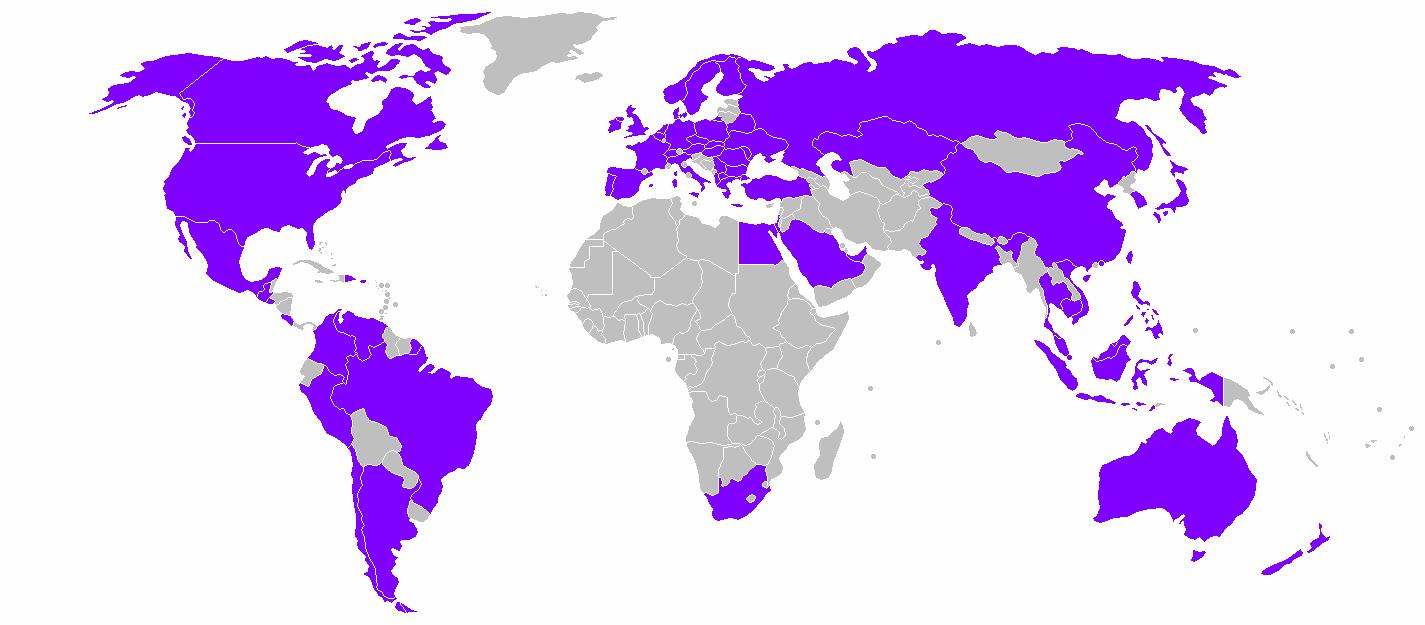
مناطقی تحت پوشش الکاتل در سال ۲۰۰۹

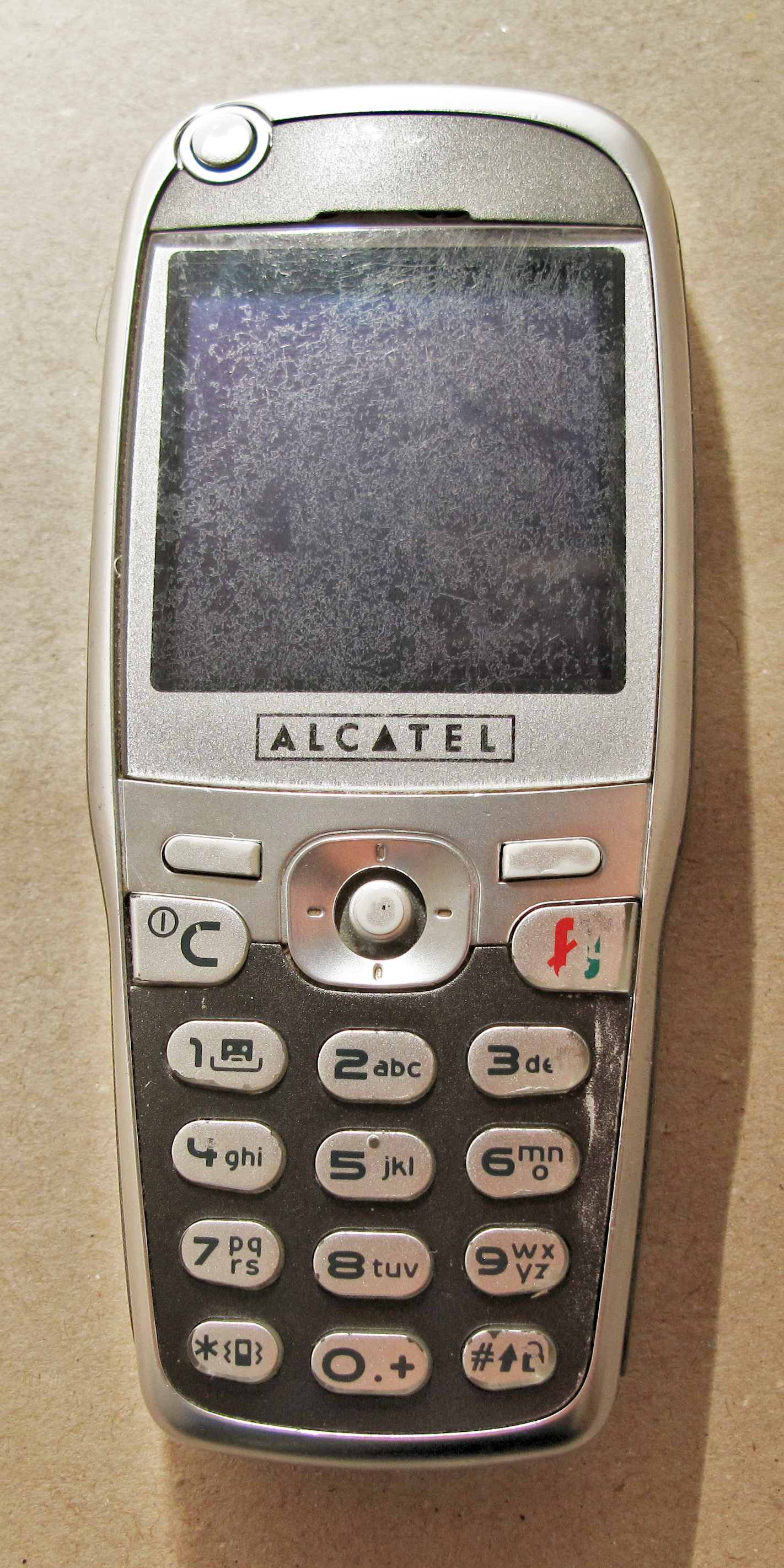
نمای جلو الکاتل وان تاچ ۵۳۵، در ژوئیه ۲۰۰۳ معرفی شد.

این شرکت بر روی سخت‌افزار شبکه تلفن ثابت، موبایل و فناوری همگرا، فناوری‌های آی‌پی، نرم‌افزار در بیش از ۱۳۰ کشور فعالیت می‌کند. در سال ۲۰۱۴، در بررسی شاخص‌های پایداری داوجونز به عنوان رهبر گروه صنعتی برای بخش سخت‌افزار و تجهیزات فناوری انتخاب شد، و برای چهارمین سال متوالی در فهرست ۱۰۰ شرکت مبتکر برتر جهانی تامسون رویترز در سال ۲۰۱۴ قرار گرفت. الکاتل همچنین مالک آزمایشگاه‌های بل، یکی از بزرگ‌ترین مراکز تحقیق و توسعه در صنعت ارتباطات بود، که کارکنان آن ۹ جایزه نوبل دریافت کرده‌اند و بیش از ۲۹۰۰۰ پتنت دارند.
آلکاتل-لوسنت ریشه در دو شرکت مخابراتی La Compagnie Générale d'Électricité (CGE) و شرکت تولیدی وسترن الکتریک دارد. وسترن الکتریک در سال ۱۸۶۹ شروع به کار کرد. در سال ۱۸۸۰، این شرکت به شیکاگو، ایلینویز نقل مکان کرد و به بزرگ‌ترین شرکت تولید برق در ایالات متحده تبدیل شد. در سال ۱۸۸۱، شرکت تلفن آمریکایی بل، که توسط الکساندر گراهام بل و پیشرو شرکت تلفن و تلگراف آمریکا (AT&T) تأسیس شد، سهام وسترن الکتریک خریداری کرد و آن را به توسعه دهنده و سازنده انحصاری تجهیزات برای شرکت‌های تلفن Bell تبدیل کرد.
آزمایشگاه تلفن بل در سال ۱۹۲۵ از ادغام سازمان‌های تحقیق و توسعه وسترن الکتریک و AT&T ایجاد شد. آزمایشگاه‌های بل پیشرفت‌های علمی قابل توجهی در ترانزیستور، لیزر، سلول خورشیدی، تراشه پردازشگر سیگنال دیجیتال، سیستم عامل یونیکس و مفهوم سلولی خدمات تلفن همراه داشت.
AT&T در سال ۱۹۸۴ پس از واگذاری سیستم بل دوباره وارد بازار ارتباطات راه دور اروپا شد. فیلیپس این سرمایه‌گذاری را تا حدی به این دلیل تبلیغ کرد که فناوری سوئیچینگ عمومی PRX در حال قدیمی شدن بود و به دنبال شریکی برای کمک به هزینه‌های توسعه سوئیچینگ دیجیتال بود. این شرکت از امکانات تولید و توسعه موجود در لاهه، هیلورسوم، بروکسل و مالمزبری و همچنین منابع ایالات متحده خود برای تطبیق سیستم سوئیچ 5ESS با بازار اروپا استفاده کرد. شرکت سرمایه‌گذاری مشترک گردش مالی سالانه خود را بین سالهای ۱۹۸۴ و ۱۹۸۷ دوبرابر کرد و قراردادهای عمده سوئیچینگ و انتقال را به دست آورد. در سال ۱۹۸۷، شرکت AT&T دارایی خود را به ۶۰٪ افزایش داد و در سال ۱۹۹۰ مابقی هلدینگ فیلیپس را خریداری کرد.
در سال ۱۹۹۸، آلکاتل آلستوم تمرکز خود را به صنعت ارتباطات از راه دور تغییر داد و فعالیت‌های خود را کاهش داد و نام شرکت را به الکاتل تغییر داد. AT&T در آوریل ۱۹۹۶ شرکت الکاتل تکنولوژی را با عرضه اولیه عمومی (IPO) جدا کرد. در فوریه ۲۰۰۰، آلکاتل شبکه کانادایی نیوبریج را خریداری کرد.
در آوریل ۲۰۰۴، شرکت تی‌سی‌ال و الکاتل ایجاد یک سرمایه‌گذاری مشترک در زمینه تولید تلفن همراه با برند آلکاتل موبایل را اعلام کردند. یک سال بعد، آلکاتل سهم خود را در این سرمایه‌گذاری مشترک فروخت، اما مجوز نام تجاری آلکاتل را به TCL داد، که تا به امروز تحت نام برند نوکیا ادامه دارد.
در آوریل ۲۰۰۶، آلکاتل اعلام کرد که سهام خود در تالس آلنیا اسپیس و Telespazio را به ارزش ۶۷۳ میلیون یورو و ۱۲٫۱ درصد از سهام Thales، شرکتی کلیدی در صنعت دفاعی فرانسه، مبادله خواهد کرد. به این ترتیب سهام آلکاتل در تالس به ۲۰٫۸ درصد افزایش یافت.
آلکاتل-لوسنت کسب و کار دسترسی رادیویی سامانه جهانی مخابرات سیار نورتل را در پایان سال ۲۰۰۶ خریداری کرد. در طول سال ۲۰۰۷، شرکت تأمین کننده شبکه WDM مترو کانادا، Tropic Networks, Inc را خریداری کرد. همچنین شرکت Motive, Inc. ، ارائه‌دهنده نرم‌افزار مدیریت خدمات در تگزاس برای خدمات داده‌های پهن باند و تلفن همراه، در سال ۲۰۰۸ خریداری شد

## در ایران
در سال ۱۳۸۲ بزرگ‌ترین قرارداد بخش خصوصی ایران با فرانسه در زمینهٔ توسعهٔ ADSL توسط “ژاک دونوگ“ مدیرعامل شرکت آلکاتل امضا شد. «نوکیا» نخستین شرکتی بود که گوشی تلفن همراه را به ایران آورد. پس از آن «زیمنس»، «آلکاتل»، «اریکسون» و «صاایران» کار را در بازار ایران شروع کردند. پارس ارتباط نماینده رسمی Alcatel-Lucent Enterprise در ایران است. برند آلکاتل در ایران به وسیله نمایندگی غیر مستقیم و از طریق کشور واسطه امارات وارد می‌شود. نوکیا مدتی قبل اپراتور آلکاتل را به مالکیت خود درآورد. نوکیا اعلام کرد هنگامی که مجموعه آلکاتل را خریداری کرد، مالکیت برند آلکاتل که امتیاز تولید آن در اختیار کمپانی چینی TCL بود را هم به دست آورده است.

## خرید سهام
در ۱۵ آوریل ۲۰۱۵، شرکت نوکیا قصد خود را برای خرید آلکاتل به مبلغ ۱۵٫۶ میلیارد یورو در یک معامله کل سهام اعلام کرد. هدف این خرید ایجاد رقیب قوی‌تری مقابل شرکت‌های رقیب چون اریکسون و هواوی بود که نوکیا و آلکاتل-لوسنت از نظر مجموع درآمد در سال ۲۰۱۴ از آنها پیشی گرفتند. انتظار می‌رفت که این خرید در اوایل سال ۲۰۱۶ تکمیل شود و مشروط به تأیید مقررات و سهامداران بود. تأیید رگولاتوری در اکتبر ۲۰۱۵ اخذ شد و تأیید سهامداران در ۴ ژانویه ۲۰۱۶ اعلام شد. پس از این خرید بخش آزمایشگاه بل حفظ شد اما نام تجاری Alcatel-Lucent با نوکیا جایگزین شد.
در ۱۴ ژانویه ۲۰۱۶، آلکاتل-لوسنت به عنوان بخشی از نوکیا شروع به کار کرد. فروش کامل در نوامبر نهایی و در نوکیا نتورکس ادغام شد.

## ارتباطات و عملیات زیر دریا

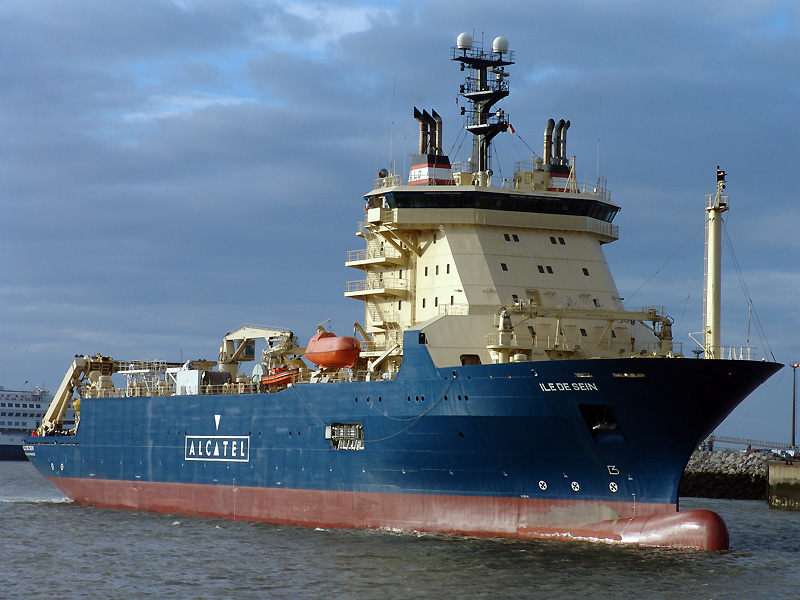
کشتی کابلی آلکاتل Ile De Sein در بندر کاله لنگر.

آلکاتل سابقه طولانی در کار داخلی و جهانی در ساخت زیرساخت مسیرهای زیردریایی برای مخابرات داشت. خریدهای آلکاتل در دهه ۱۹۹۰ شامل سایت اسکله اندربی در تیمز، لندن بود. در این اسکله از دهه ۱۸۵۰ کابل‌های ارتباطی ساخته می‌شدند. و شرکت Les Câbles de Lyon در کاله در سال ۱۸۹۱ تأسیس شد.
این شرکت در سرمایه‌گذاری مشترک مالکیت و راه اندازی ناوگانی از کشتی کابل‌گذار برای ارائه سیستم‌های کابلی مخابراتی زیر دریا و عملیات دریایی را به دست آورد. آلکاتل زیرساخت‌های زیردریایی را مانند شرکت تلفن و تلگراف آمریکا و SubCom که چندین دهه پیش برای نصب یا نگهداری کابل‌ها انجام داده بودند، افزایش داد. در سال ۲۰۰۳، آلکاتل بخشی از کنسرسیومی بود که برای ساخت پیوند کابلی زیردریایی سودان به آفریقای جنوبی به نام سامانه زیردریایی آفریقای شرقی (EASSy) اقدام کرد. تا می ۲۰۰۴، آلکاتل چندین کشتی کابلی در عملیات زیردریایی داشت.

## افراد کلیدی
- فیلیپ کامو (رئیس)
- میشل کومبس (مدیر عامل)
- استوارت آیزنستات
- ژان سیریل اسپینتا